# Siba Rjótaró
Siba Rjótaró (司馬 遼太郎; Hepburn: Shiba Ryōtarō) (Oszaka, 1923. augusztus 7. – Oszaka, 1996. február 12.) japán regényíró, esszéista.
Valódi neve Fukuda Teiicsi. A mai oszakai Külföldi Tanulmányok Egyetemének elődjén tanult mongol nyelvet. Újságíróként dolgozott, és népszerű történelmi regényeket írt. 1959-ben a Fukuro no siró-ért („Bagolyvár”) megkapta a Naoki-díjat. Művei általában nagy társadalmi felfordulások idején játszódnak, és az egyének sorsának alakulását vizsgálják. 1993-ban a Kultúra-érdemrenddel tüntették ki.

## Ismertebb művei
- Fukuro no siro („Bagolyvár”, 1959)
- Rjóma ga juku („Rjóma előretör”, 1963–66)
- Szekigahara (1966)
- Josicune (1968)
- Szaka no ue no kumo („Felhők a hegyoldal fölött”, 1968–72) – a Meidzsi-korról szól, és japán tévésorozat is készült belőle, amelyet 2009 és 2011 között vetít az NHK
- Kaidó vo juku („Az országúton”) – több kötetes sorozat, belső-ázsiai és nyugati úti esszéit tartalmazza; az esszék újságokban, illetve dokumentumfilm formában is napvilágot láttak